# Wikinómia

## Jelentése
Tömeges együttműködés, mely az egész piacgazdaság szerkezetében és működési módjában bekövetkezô alapvetô változásokat jelenti, vagyis a piaci verseny olyan új alapelveit tárgyalja, mint a nyitottság, az egyenrangúak együttműködése, a megosztás (a tudás és más erôforrások újfajta megosztása), valamint a globális cselekvés (Tapscott, Don – D. Williams, Anthony: Wikinomics: How Mass Collaboration Changes Everythitig? Portfolio. New York, 2006, Penguin).

## Háttere

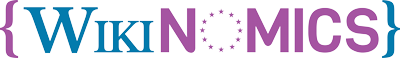

A Wikinómia elméleti hátterét az elmúlt évek felkapott elméletei adják. Az egyenrangúak együttműködése (peerproduction) kifejezés Yochai Benkler nevéhez köthető: a jogászprofesszor 2005-ben egy hazai konferencián is tartott előadást a témában. Tapscotték a tömeges együttműködés kapcsán Rheingold alapmunkáira hivatkoznak. A kötet egyik fejezetének címét a szerzőpáros Alvin Tofflertől veszi kölcsön. Toffler A harmadik hullám című könyveben ír a gyártó-fogyasztó (prosumer) jelenségről, ami abban nyilvánul meg, hogy egyre nagyobb arányban válunk a termékek aktív alakítóivá, illetve magunk is előállítunk tartalmakat. A Creative Commons mozgalmat létrehozó Lessig is gyakran megjelenik a kötetben. A könyv egyik alapgondola a nyílt innováció eszméje, amit a Berkeley-ben dolgozó Henry Chesbrough 2003-ban publikált, azonos című könyvében fejtett ki. Ezekre az előzményekre épül a wikinómia négy alapelve.
Nyíltság: A nyitottsági cégen kívüli ötletek és erőforrások hatékony bevonását jelenti. Arra
az axiómára épül, hogy a cégen kívül mindig több szakember és szaktudás áll rendelkezésre,
mint saját kutatási cs fejlesztési osztályunkon. Ennek megfelelően ma nem az a
célunk, hogy megnyerjük a legjobbakat, hanem az, hogy a legjobbak ötleteit és gondolatait
megszerezzük, és a leghatékonyabban használjuk fel
Az egyenrangúak  együttműködése a wikinómia  alapelvei szerint  egyrészt  a cégek  saját 
alkalmazottainak  hatékonyabb  „összedolgozását",  a csapatmunka  segítését,  másrészt  pedig a vállalatok  közötti  együttműködés  erősítését jelenti.
A  megosztás alapelve a szerzői jogokhoz és a szabadalmakhoz  kínál  új  hozzáállást. Tapscotték  a szellemi tulajdon  védelmével  kapcsolatos  diskurzus egyik  leggyakrabban 
elhangzó  érvével  szállnak  szembe,  miszerint  ha  szabadon  hozzáférhetővé  válnának  a 
tartalmak  és az innovációk,  akkor a cégeknek  többé  már nem  lenne  érdemes  kutatásba 
és fejlesztésbe,  illetve filmek,  zeneművek  és könyvek  előállításába  fektetniük  a pénzüket.
A  globális  cselekvést  a  szerzőpáros  szembeállítja  a  több  országban  egyidejűleg 
működő  multinacionális  vállalatok  gyakorlatával.  A  globális  vállalatoknak  nincsenek 
határaik, ezek  már nem  csupán  transznacionális  (országokon  átívelő)  vállalatok,  hanem 
valóban  globálisak, az egész világra  kiterjedő  ökoszisztéma  részei.  Globálisnak  a  hálózatosán  szerveződő,  rugalmas  és  nyitott  vállalatokat  tekintik,  ahol  a rendszer  felépítéséből  adódóan  –  szükség  szerint a földrajzi  tényezőktől  függetlenül  – új  erőforrások  vonhatók  be  akár  kutatási-fejlesztési  feladatok  megoldása,  akár  például 
egy  mezőgazdasági  gép optimális  összeszerelése  érdekében.
Tapscott  és  Williams  állításai  azonban vitathatók. Egyoldalúan  érvelnek,  kizárólag olyan esettanulmányokat  mutatnak be, amelyek  beleillenek a modelljükbe. Csak elvétve ejtenek  szót a  hagyományos verseny erejéről, nem emelik ki a bizalom,  a megbízhatóság, a számonkérhetőség  jelentőségét, amelyek jellemzően  a zártabb együttműködési  formákban  vannak jelen, holott ha az esetleges ellenérveket  is figyelembe  vesszük,  akkor sem  kell  feltétlenül  arra a  következtetésre jutnunk,  hogy a nyitottságnak  és az egyenrangúak  együttműködésének  nincs jövője.
Összességében  elmondható,  hogy a wikinómia  üzleti  modellként  sok esetben hatékonyan  működik, de nem  mindenre  alkalmazható.